# Joseph Sinde Warioba
Joseph Sinde Warioba (* 3. September 1940 in Bunda) war von 1985 bis 1990 der 5. Premierminister von Tansania. Er ist Mitglied der Partei Chama Cha Mapinduzi.

## Leben
Sein Studium der Rechtswissenschaften, das Warioba 1966 mit einem Bachelor of Laws abschloss, absolvierte er an der University of Dar es Salaam. Nach einem Studienaufenthalt an der Haager Akademie für Völkerrecht arbeitete er zunächst für das Außenministerium in der Abteilung für Internationale Organisationen.
Von 1976 war er bis zu seiner Ernennung zum Justizminister 1983 Generalanwalt. Dieses Amt übte er aus, bis er 1985 Premierminister wurde. Anschließend amtierte er bis 1990 als Vizepräsident seines Landes; ferner war er noch bis 1995 Mitglied des tansanischen Parlaments. Von 1996 bis 1999 war Warioba Richter am Internationalen Seegerichtshof in Hamburg. Seit April 2012 ist er Vorsitzender einer 30-köpfigen Kommission zur Erarbeitung einer neuen tansanischen Verfassung.

## Publikationen (Auswahl)
- Monitoring Compliance with and Enforcement of Binding Decisions of International Courts. In: Max Planck Yearbook of United Nations Law. 2001, ISSN 1389-4633, S. 41.
- Moving the Kenyan Constitution Review Process Forward: A Report of the Fact-finding Mission to Kenya. Fountain Publishers, Kampala 2007, ISBN 978-9970-02-756-9.